# Marija Sergejewna Dudakowa
Marija Sergejewna Dudakowa (russisch Мария Сергеевна Дудакова; * 12. Mai 1983) ist eine russische Sommerbiathletin in den Stilrichtungen Rollski und Crosslauf.
Marija Dudakowa startet für den Sportklub der Armee (СК Вооруженных сил РФ) und ist Meister des Sports. Den ersten größeren Erfolg ihrer Karriere feierte sie bei den russischen Sommerbiathlon-Meisterschaften 2004, als sie mit der Staffel im 4 × 4 km Cross die Bronzemedaille gewann. Sie nahm in Otepää an den Sommerbiathlon-Weltmeisterschaften 2007 teil. Die Russin erreichte im Sprint mit zwei Schießfehlern den 18. Platz. Im Verfolgungsrennen verschlechterte sie sich bei sechs Fehlern um einen Rang auf Platz 19. Dudakowa kam bislang nur sporadisch zu internationalen Einsätzen, zeigte aber mehrfach gute Leistungen, etwa als Drittplatzierte eines Sprintrennens in Ostrow im Rahmen des IBU-Sommercup 2008 hinter Marija Kossinowa und Jelena Dawgul.